# Stubło
Stubło (ukr. Стеблівка) – wieś nad rzeką Stubła w rejonie zdołbunowskim obwodu rówieńskiego Ukrainy.

## Nazwa
Nazwa wprowadzona została administracyjnie z nieznanych przyczyn w 1946 r. Obecna miejscowość obejmuje obszar dawnych trzech odrębnych wsi pod nazwami: Stubło, Wolica (ukr. Волиця) і Zamłynie (ukr. Замлиння). Każda z tych wsi ma długą historię. Nazwa pochodzi od rzeki Stubła, która płynie na obrzeżach miejscowości. Stubło oznacza również bagniste miejsce, gdzie trzęsie się ziemia, porośnięte trzcinami trawy.

## Zabytki
- pałacyk - letnia rezydencja Krzysztofa Dunina Karwickiego, generała-lejtnanta wojsk koronnych i jego żony Franciszki z Małachowskich, kanclerzanki wielkiej koronnej[1]. Mały pałac wzniesiony został pod koniec XVIII w. na skraju stromej skarpy, przez architekta, który zaprojektował również pałac w Mizoczu[2]. Parterowy i murowany pałac miał kilkanaście metrów długości i szerokości[2]. Przy pałacu stały dwie obszerne oficyny[1]. Przy pałacu znajdował się park spacerowy założony pod koniec XVIII w. przez słynnego ogrodnika[1] Dionizego Miklera, twórcę parków i ogrodów na Wołyniu i Podolu[3].